# Nordamerikanska mästerskapet i volleyboll för damer 2001
Nordamerikanska mästerskapet 2001 i volleyboll för damer spelades 10 till 14 oktober 2001 i Santo Domingo, Dominikanska republiken. Det var den 17:e upplagan av turneringen och 6 landslag från NORCECA:s medlemsförbund deltog. USA vann tävlingen för 3:e gången genom att besegra Kuba i finalen. Tara Cross utsågs till mest värdefulla spelare.

## Deltagande lag
| Lag                     | Deltog senast |
| ----------------------- | ------------- |
| Costa Rica              | Mexico 1999   |
| Kuba                    | Mexico 1999   |
| Dominikanska republiken | Mexico 1999   |
| El Salvador             | Debut         |
| Mexiko                  | Mexico 1999   |
| USA                     | Mexico 1999   |

## Grupper
| Grupp A                                       | Grupp B                  |
| --------------------------------------------- | ------------------------ |
| Costa Rica · Dominikanska republiken · Mexiko | Kuba · El Salvador · USA |

## Första rundan

### Grupp A

#### Resultat
| Datum    | Mellan                               | Resultat | Set   | Set   | Set   | Set   | Set | Poäng totalt | Speltid | Åskådare |
| Datum    | Mellan                               | Resultat | 1     | 2     | 3     | 4     | 5   | Poäng totalt | Speltid | Åskådare |
| -------- | ------------------------------------ | -------- | ----- | ----- | ----- | ----- | --- | ------------ | ------- | -------- |
| 10-10-01 | Dominikanska republiken - Costa Rica | 3 - 0    | 25:12 | 25:9  | 25:15 |       |     | 75 - 36      | -       | -        |
| 11-10-01 | Mexiko - Costa Rica                  | 3 - 1    | 25:14 | 25:17 | 22:25 | 25:18 |     | 97 - 74      | -       | -        |
| 12-10-01 | Dominikanska republiken - Mexiko     | 3 - 0    | 25:16 | 25:14 | 25-17 |       |     | 75 - 47      | -       | -        |

#### Sluttabell
| Pos | Landslag                | Poäng | Matcher | Matcher | Matcher   | Set   | Set       | Kvot  | Poäng | Poäng     | Kvot  |
| Pos | Landslag                | Poäng | Spelade | Vunna   | Förlorade | Vunna | Förlorade | Kvot  | Vunna | Förlorade | Kvot  |
| --- | ----------------------- | ----- | ------- | ------- | --------- | ----- | --------- | ----- | ----- | --------- | ----- |
| 1   | Dominikanska republiken | 4     | 2       | 2       | 0         | 6     | 0         | MAX   | 150   | 83        | 1.807 |
| 2   | Mexiko                  | 3     | 2       | 1       | 1         | 3     | 4         | 0.750 | 144   | 149       | 0.966 |
| 3   | Costa Rica              | 2     | 2       | 0       | 2         | 1     | 6         | 0.166 | 110   | 172       | 0.639 |

### Grupp B

#### Resultat
| Datum    | Mellan             | Resultat | Set   | Set   | Set   | Set   | Set   | Poäng totalt | Speltid | Åskådare |
| Datum    | Mellan             | Resultat | 1     | 2     | 3     | 4     | 5     | Poäng totalt | Speltid | Åskådare |
| -------- | ------------------ | -------- | ----- | ----- | ----- | ----- | ----- | ------------ | ------- | -------- |
| 10-10-01 | USA - El Salvador  | 3 - 0    | 25:6  | 25:2  | 25:3  |       |       | 75 - 11      | -       | -        |
| 11-10-01 | Kuba - El Salvador | 3 - 0    | 25:10 | 25:13 | 25:10 |       |       | 75 - 33      | -       | -        |
| 12-10-01 | USA - Kuba         | 3 - 2    | 27:29 | 28:26 | 24:26 | 25:19 | 15:12 | 119 - 113    | -       | -        |

#### Sluttabell
| Pos | Landslag    | Poäng | Matcher | Matcher | Matcher   | Set   | Set       | Kvot  | Poäng | Poäng     | Kvot  |
| Pos | Landslag    | Poäng | Spelade | Vunna   | Förlorade | Vunna | Förlorade | Kvot  | Vunna | Förlorade | Kvot  |
| --- | ----------- | ----- | ------- | ------- | --------- | ----- | --------- | ----- | ----- | --------- | ----- |
| 1   | USA         | 4     | 2       | 2       | 0         | 6     | 2         | 3.000 | 194   | 124       | 1.564 |
| 2   | Kuba        | 3     | 2       | 1       | 1         | 5     | 3         | 1.666 | 188   | 152       | 1.236 |
| 3   | El Salvador | 2     | 2       | 0       | 2         | 0     | 6         | 0.000 | 44    | 150       | 0.293 |

## Slutspelsfasen

### Spelschema
|  | Semifinaler             | Semifinaler |      |     | Final                   | Final               |  |
|  |                         |             |      |     |                         |                     |  |
|  | USA                     | 3           |      |     |                         |                     |  |
|  | USA                     | 3           |      |     |                         |                     |  |
|  | Mexiko                  | 1           |      |     |                         |                     |  |
|  | Mexiko                  | 1           |      | USA | 3                       |                     |  |
|  |                         |             |      | USA | 3                       |                     |  |
|  |                         |             | Kuba | 1   |                         |                     |  |
|  | Kuba                    | 3           | Kuba | 1   |                         |                     |  |
|  | Kuba                    | 3           |      |     |                         |                     |  |
|  | Dominikanska republiken | 2           |      |     | Match om tredjepris     | Match om tredjepris |  |
|  | Dominikanska republiken | 2           |      |     |                         |                     |  |
|  |                         |             |      |     |                         |                     |  |
|  |                         |             |      |     | Dominikanska republiken | 3                   |  |
|  |                         |             |      |     | Dominikanska republiken | 3                   |  |
|  |                         |             |      |     | Mexiko                  | 1                   |  |

#### Resultat
| Datum    | Mellan                           | Resultat | Set   | Set   | Set   | Set   | Set  | Poäng totalt | Speltid | Åskådare |
| Datum    | Mellan                           | Resultat | 1     | 2     | 3     | 4     | 5    | Poäng totalt | Speltid | Åskådare |
| -------- | -------------------------------- | -------- | ----- | ----- | ----- | ----- | ---- | ------------ | ------- | -------- |
| 13-10-01 | USA - Mexiko                     | 3 - 1    | 25:18 | 25:18 | 22:25 | 25:23 |      | 97 - 84      | -       | -        |
| 13-10-01 | Kuba - Dominikanska republiken   | 3 - 2    | 17:25 | 22:25 | 25:20 | 25:23 | 15:9 | 104 - 102    | -       | -        |
| 14-10-01 | Dominikanska republiken - Mexiko | 3 - 1    | 25:17 | 22:25 | 25:16 | 25:17 |      | 97 - 75      | -       | -        |
| 14-10-01 | USA - Kuba                       | 3 - 1    | 20:25 | 25:22 | 25:18 | 27:25 |      | 97 - 90      | -       | -        |

### Match om femteplats

#### Resultat
| Datum    | Mellan                   | Resultat | Set | Set | Set | Set | Set | Poäng totalt | Speltid | Åskådare |
| Datum    | Mellan                   | Resultat | 1   | 2   | 3   | 4   | 5   | Poäng totalt | Speltid | Åskådare |
| -------- | ------------------------ | -------- | --- | --- | --- | --- | --- | ------------ | ------- | -------- |
| 14-10-01 | Costa Rica - El Salvador | 3 - ?    |     |     |     |     |     | -            | -       | -        |

## Slutplaceringar
| Sluttabell | Lag                     |
| ---------- | ----------------------- |
|            | USA                     |
|            | Kuba                    |
|            | Dominikanska republiken |
| 4          | Mexiko                  |
| 5          | Costa Rica              |
| 6          | El Salvador             |

## Individuella utmärkelser
| Utmärkelse              | Namn          | Lag |
| ----------------------- | ------------- | --- |
| Mest värdefulla spelare | Tara Cross    | USA |
| Bästa anfallare         | Heather Bown  | USA |
| Bästa blockare          | Sarah Noriega | USA |
| Bästa passare           | Robyn Ah Mow  | USA |
| Bästa mottagare         | Stacy Sykora  | USA |